# Giovanni Innocenzo Martinelli
Giovanni Innocenzo Martinelli (El Khadra, 5 febbraio 1942 – Saccolongo, 30 dicembre 2019) è stato un vescovo cattolico italiano naturalizzato libico; è stato vicario apostolico di Tripoli e vescovo titolare di Tabuda.

## Biografia
Nato ad El Khadra, in Libia, era di famiglia veneta originaria di Camacici, frazione di San Giovanni Lupatoto. Nel 1967 fu ordinato sacerdote francescano dell'Ordine dei frati minori. Tornò in Libia nel 1971. Venne nominato vicario apostolico di Tripoli e vescovo titolare di Tabuda il 3 maggio 1985 e ordinato il successivo 4 ottobre.
Durante la guerra civile in Libia fece un appello, inascoltato dagli Stati occidentali, di non umiliare Gheddafi, ma di cercare il dialogo con lui. Condannò poi fortemente i bombardamenti della NATO durante l'intervento militare in Libia del 2011.
Nel febbraio 2015, nel corso della crisi libica con il controllo delle province di Barqa e Tripoli, da parte dell'ISIS si rifiutò di lasciare il Paese e fu l'ultimo italiano a rimanere in quel territorio.
Il 5 febbraio 2017 papa Francesco accolse la sua rinuncia; gli succedette il coadiutore George Bugeja. Tornò così in Italia, ricoverato nel centro di cura per anziani dei frati minori di Saccolongo.
Morì il 30 dicembre 2019 all'età di 77 anni per un cancro al piede.

## Genealogia episcopale
La genealogia episcopale è:
- Cardinale Scipione Rebiba
- Cardinale Giulio Antonio Santori
- Cardinale Girolamo Bernerio, O.P.
- Arcivescovo Galeazzo Sanvitale
- Cardinale Ludovico Ludovisi
- Cardinale Luigi Caetani
- Cardinale Ulderico Carpegna
- Cardinale Paluzzo Paluzzi Altieri degli Albertoni
- Papa Benedetto XIII
- Papa Benedetto XIV
- Papa Clemente XIII
- Cardinale Marcantonio Colonna
- Cardinale Giacinto Sigismondo Gerdil, B.
- Cardinale Giulio Maria della Somaglia
- Cardinale Carlo Odescalchi, S.J.
- Cardinale Costantino Patrizi Naro
- Cardinale Lucido Maria Parocchi
- Papa Pio X
- Papa Benedetto XV
- Papa Pio XII
- Cardinale Eugène Tisserant
- Papa Paolo VI
- Arcivescovo Gabriel Montalvo Higuera
- Vescovo Giovanni Innocenzo Martinelli, O.F.M.